# Brug 2473
Brug 2473 is een bouwkundig kunstwerk in Amsterdam-Noord.
Dit gebied was eeuwenlang agrarisch gebied met weilanden en sloten. Vanuit het zuiden rukte de stad Amsterdam steeds verder op, aangekondigd door de aanleg van de Noorderbegraafplaats en het Volkstuincomplex Buikslotermeer in de jaren dertig. De aanleg van de G.J. Scheurleerweg vanaf de IJdoornlaan naar de Rioolwaterzuiveringsinrichting Noord was de volgende stap, met een afronding van de voltooiing van de Rijksweg 10/Ringweg-Noord in 1990. Dat leek een definitief einde maar voor dit gebied moesten de grootste werkzaamheden toen nog beginnen; de bouw van metrostation Noord; eindpunt van de Noord/Zuidlijn, de latere Metrolijn 52. 
Door de komst van de ringweg konden gronden tussen de bestaande bebouwing en de zuidkant van die ringweg onttrokken worden aan agrarisch gebruik om vervolgens volgebouwd te worden. Een van de voorbeelden daarvan is de bebouwing van Jeugdland en Diopter aan de westkant van de G.J. Scheurleerweg. Al spoedig moest ook het volkstuincomplex aan de oostkant eraan geloven, het maakte plaats voor een nieuwe woonwijk. De naam van de wijk werd Elzenhagen-Noord, dat tegen de Nieuwe Leeuwarderweg kwam te liggen. 
Voor de inrichting van de wijk was een nieuwe indeling nodig van de waterhuishouding; de Elzenhagensingel werd uitgegraven. Die singel moest aan de oostkant een verbinding krijgen met de water- en verkeerssystemen aan de andere kant van de Nieuwe-Leeuwarderweg, waar al sinds midden jaren zestig de woonwijk Buikslotermeer-Noord met ringsloot ligt. Er kwamen drie bruggen te liggen om water en verkeer te kunnen geleiden.
Brug 2473 werd een voet- en fietsbrug in genoemde weg en over genoemd water. De brug heeft een tweede functie; het zorgen van een verbinding van het H. Stolleplantsoen met Afred Tepepad richting de verkeersader hier. Het werd een lichtgewicht bruggetje met metalen leuningen en balustraden die doen denken aan vakwerk. De brug lijkt te steunen op uitsparingen en draagbalken in de damwanden die hier als oevers van de waterweg dienen. Het (basis)ontwerp uit 2007 is afkomstig van Simon Sprietsma werkend voor de Dienst Ruimtelijke Ordening van Amsterdam, die studeerde aan de Technische Universiteit Delft en het Berlage Instituut.  De brug werd pas later in 2015 neergelegd, de bouw van de Noord/Zuidlijn liep jaren vertraging op. 